# Calymmaria scotia
Calymmaria scotia là một loài nhện trong họ Hahniidae.
Loài này thuộc chi Calymmaria. Calymmaria scotia được miêu tả năm 2004 bởi Heiss & Draney.